# Кућа породице Ђорђевић у Горњем Милановцу
Кућа породице Ђорђевић у Горњем Милановцу представља непокретно културно добро као споменик културе.